# Puchar Czech w piłce siatkowej mężczyzn (2010/2011)
Puchar Czech w piłce siatkowej mężczyzn 2010/2011 (cz. Český pohár 2010-2011 muži) - 19. sezon rozgrywek o siatkarski Puchar Czech odbywających się od 1992 roku. Zainaugurowane zostały 18 września 2010 roku i trwały do 6 lutego 2011 roku. Brały w nich udział kluby z Extraligi, I ligi i II ligi.
Rozgrywki składały się z czterech rund i turnieju finałowego. W pierwszej rundzie drużyny grające w I i II lidze podzielone zostały na cztery grupy (A, B, C i D), w których rywalizacja toczyła się systemem kołowym po jednym meczu. Awans uzyskiwał zwycięzca grupy. W rundach 2-4 drużyny podzielone w pary grały dwumecze. W 3. rundzie dołączyły zespoły z Extraligi, natomiast w 4. rundzie - zdobywca pucharu i finalista w sezonie 2009/2010.
Turniej finałowy odbył się w dniach 5-6 lutego 2011 roku w hali sportowej Dukly Liberec w Libercu. Puchar Czech zdobył zespół VK Jihostroj České Budějovice, pokonując w finale triumfatora sprzed roku - VK DHL Ostrava.

## Terminarz
| Runda            | Termin              | Termin               | Liczba meczów |
| Runda            | pierwszy mecz       | ostatni mecz         | Liczba meczów |
| ---------------- | ------------------- | -------------------- | ------------- |
| 1. runda         | 18 września 2010    | 18 września 2010     | 15            |
| 2. runda         | 6 października 2010 | 14 października 2010 | 4             |
| 3. runda         | 10 listopada 2010   | 18 listopada 2010    | 12            |
| 4. runda         | 19 stycznia 2011    | 27 stycznia 2011     | 8             |
| Turniej finałowy | 5 lutego 2011       | 6 lutego 2011        | 3             |

## Drużyny uczestniczące
| Extraliga                     | Extraliga   |
| Zespół                        | Osiągnięcie |
| ----------------------------- | ----------- |
| Aero Odolena Voda             | 4. runda    |
| VSC Fatra EkoSolar Zlín       | 4. runda    |
| SKV Ústí nad Labem            | 4. runda    |
| Slavia Havířov                | półfinał    |
| VK DHL Ostrava                | finał       |
| VK Dukla Liberec              | półfinał    |
| VK Jihostroj České Budějovice | zwycięstwo  |
| VK Karbo Benátky nad Jizerou  | 3. runda    |
| VO Kocouři Vavex Příbram      | 4. runda    |
| Volejbal Brno                 | 3. runda    |
| Volleyball Kladno             | 3. runda    |
| volleyball.cz ČZU Praha       | 3. runda    |

| 1. liga                     | 1. liga     |
| Zespół                      | Osiągnięcie |
| --------------------------- | ----------- |
| TJ Lokomotiva Czeska Lipa   | 1. runda    |
| TJ Sokol Dobřichovice       | 2. runda    |
| TJ Veros Chomutov           | 1. runda    |
| USK Slavia Pilzno           | 1. runda    |
| VK EGE Czeskie Budziejowice | 3. runda    |
| VSK Staré Město             | 3. runda    |
| VŠSK MFF Praga              | 1. runda    |

| 2. liga                    | 2. liga     |
| Zespół                     | Osiągnięcie |
| -------------------------- | ----------- |
| TJ Nivnice                 | 1. runda    |
| TJ Nowy Jiczyn             | 1. runda    |
| TJ Sokol Palkovice         | 1. runda    |
| VK Sokol Česká Třebová II. | 1. runda    |
| VK Ervěnice-Jirkov         | 1. runda    |
| VS Drásov                  | 2. runda    |

## 1. runda

### Grupa A
Tabela
| Lp. | Drużyna                     | Pkt | Mecze | Mecze | Mecze | Sety | Sety | Sety  | Małe punkty | Małe punkty | Małe punkty |
| Lp. | Drużyna                     | Pkt | M     | W     | P     | wyg. | prz. | ratio | zdob.       | str.        | ratio       |
| --- | --------------------------- | --- | ----- | ----- | ----- | ---- | ---- | ----- | ----------- | ----------- | ----------- |
| 1   | VK EGE Czeskie Budziejowice | 3   | 2     | 1     | 1     | 4    | 3    | 1.33  | 164         | 150         | 1.09        |
| 2   | USK Slavia Pilzno           | 3   | 2     | 1     | 1     | 4    | 4    | 1.00  | 188         | 183         | 1.03        |
| 3   | TJ Veros Chomutov           | 3   | 2     | 1     | 1     | 3    | 4    | 0.75  | 148         | 167         | 0.89        |

Punktacja: zwycięstwo - 2 pkt; porażka - 1 pkt
Wyniki spotkań
| 18.09.2010 | USK Slavia Pilzno | 1:3 (22:25, 25:19, 23:25, 22:25) | TJ Veros Chomutov |

| 18.09.2010 | TJ Veros Chomutov | 0:3 (16:25, 22:25, 16:25) | VK EGE Czeskie Budziejowice |

| 18.09.2010 | USK Slavia Pilzno | 3:1 (25:19, 26:24, 20:25, 25:21) | VK EGE Czeskie Budziejowice |

### Grupa B
Tabela
| Lp. | Drużyna                   | Pkt | Mecze | Mecze | Mecze | Sety | Sety | Sety  | Małe punkty | Małe punkty | Małe punkty |
| Lp. | Drużyna                   | Pkt | M     | W     | P     | wyg. | prz. | ratio | zdob.       | str.        | ratio       |
| --- | ------------------------- | --- | ----- | ----- | ----- | ---- | ---- | ----- | ----------- | ----------- | ----------- |
| 1   | TJ Sokol Dobřichovice     | 4   | 2     | 2     | 0     | 6    | 0    | MAX   | 154         | 69          | 2.23        |
| 2   | TJ Lokomotiva Czeska Lipa | 3   | 2     | 1     | 1     | 3    | 4    | 0.75  | 166         | 153         | 1.08        |
| 3   | VK Ervěnice-Jirkov        | 1   | 2     | 0     | 2     | 1    | 6    | 0.17  | 74          | 172         | 0.43        |

Punktacja: zwycięstwo - 2 pkt; porażka - 1 pkt

1 Klub VK Ervěnice-Jirkov nie uzyskał punktu za spotkanie z TJ Sokol Dobřichovice.
Wyniki spotkań
| 18.09.2010 | TJ Sokol Dobřichovice | 3:0 (25:0, 25:0, 25:0) | VK Ervěnice-Jirkov |

| 18.09.2010 | VK Ervěnice-Jirkov | 1:3 (25:22, 17:25, 15:25, 17:25) | TJ Lokomotiva Czeska Lipa |

| 18.09.2010 | TJ Sokol Dobřichovice | 3:0 (25:21, 25:21, 29:27) | TJ Lokomotiva Czeska Lipa |

### Grupa C
Tabela
| Lp. | Drużyna                    | Pkt | Mecze | Mecze | Mecze | Sety | Sety | Sety  | Małe punkty | Małe punkty | Małe punkty |
| Lp. | Drużyna                    | Pkt | M     | W     | P     | wyg. | prz. | ratio | zdob.       | str.        | ratio       |
| --- | -------------------------- | --- | ----- | ----- | ----- | ---- | ---- | ----- | ----------- | ----------- | ----------- |
| 1   | VS Drásov                  | 4   | 2     | 2     | 0     | 6    | 1    | 6.00  | 177         | 140         | 1.26        |
| 2   | VŠSK MFF Praga             | 3   | 2     | 1     | 1     | 3    | 4    | 0.75  | 168         | 165         | 1.02        |
| 3   | VK Sokol Česká Třebová II. | 2   | 2     | 0     | 2     | 2    | 6    | 0.33  | 156         | 196         | 0.80        |

Punktacja: zwycięstwo - 2 pkt; porażka - 1 pkt
Wyniki spotkań
| 18.09.2010 | VK Sokol Česká Třebová II. | 1:3 (25:23, 17:25, 18:25, 10:25) | VS Drásov |

| 18.09.2010 | VS Drásov | 3:0 (29:27, 25:23, 25:20) | VŠSK MFF Praga |

| 18.09.2010 | VK Sokol Česká Třebová II. | 1:3 (25:27, 16:25, 25:21, 20:25) | VŠSK MFF Praga |

### Grupa D
Tabela
| Lp. | Drużyna            | Pkt | Mecze | Mecze | Mecze | Sety | Sety | Sety  | Małe punkty | Małe punkty | Małe punkty |
| Lp. | Drużyna            | Pkt | M     | W     | P     | wyg. | prz. | ratio | zdob.       | str.        | ratio       |
| --- | ------------------ | --- | ----- | ----- | ----- | ---- | ---- | ----- | ----------- | ----------- | ----------- |
| 1   | VSK Staré Město    | 9   | 3     | 3     | 0     | 9    | 0    | MAX   | 227         | 165         | 1.38        |
| 2   | TJ Sokol Palkovice | 4   | 3     | 1     | 2     | 5    | 7    | 0.71  | 263         | 259         | 1.02        |
| 3   | TJ Nowy Jiczyn     | 4   | 3     | 1     | 2     | 5    | 8    | 0.63  | 246         | 277         | 0.89        |
| 4   | TJ Nivnice         | 4   | 3     | 1     | 2     | 4    | 8    | 0.50  | 235         | 270         | 0.87        |

Punktacja: zwycięstwo - 2 pkt; porażka - 1 pkt
Wyniki spotkań
| 18.09.2010 | TJ Sokol Palkovice | 2:3 (25:23, 25:12, 22:25, 15:25, 13:15) | TJ Nowy Jiczyn |

| 18.09.2010 | VSK Staré Město | 3:0 (25:13, 25:16, 25:22) | TJ Nivnice |

| 18.09.2010 | TJ Nowy Jiczyn | 2:3 (14:25, 21:25, 25:18, 25:19, 12:15) | TJ Nivnice |

| 18.09.2010 | TJ Sokol Palkovice | 0:3 (17:25, 24:26, 24:26) | VSK Staré Město |

| 18.09.2010 | VSK Staré Město | 3:0 (25:16, 25:15, 25:18) | TJ Nowy Jiczyn |

| 18.09.2010 | TJ Nivnice | 1:3 (19:25, 25:23, 19:25, 19:25) | TJ Sokol Palkovice |

## Faza pucharowa

### 2. runda
| Data                                   | Drużyna 1                   | Wyniki dwumeczu                         | Drużyna 2             |
| -------------------------------------- | --------------------------- | --------------------------------------- | --------------------- |
| 06.10.2010                             | VK EGE Czeskie Budziejowice | 3:0 (25:9, 25:19, 25:19)                | TJ Sokol Dobřichovice |
| 14.10.2010                             | VK EGE Czeskie Budziejowice | 3:2 (20:25, 25:23, 25:20, 20:25, 15:13) | TJ Sokol Dobřichovice |
| 06.10.2010                             | VS Drásov                   | 1:3 (25:13, 17:25, 19:25, 23:25)        | VSK Staré Město       |
| 13.10.2010                             | VS Drásov                   | 0:3 (12:25, 19:25, 21:25)               | VSK Staré Město       |
| Po lewej gospodarze pierwszych meczów. |                             |                                         |                       |

### 3. runda
| Data                                   | Drużyna 1                   | Wyniki dwumeczu                         | Drużyna 2                     |
| -------------------------------------- | --------------------------- | --------------------------------------- | ----------------------------- |
| 11.11.2010                             | volleyball.cz ČZU Praha     | 1:3 (25:21, 19:25, 21:25, 24:26)        | Aero Odolena Voda             |
| 18.11.2010                             | volleyball.cz ČZU Praha     | 1:3 (13:25, 25:18, 20:25, 19:25)        | Aero Odolena Voda             |
| 11.11.2010                             | Volleyball Kladno           | 3:2 (16:25, 25:21, 25:23, 19:25, 16:14) | Slavia Havířov                |
| 18.11.2010                             | Volleyball Kladno           | 0:3 (23:25, 22:25, 23:25)               | Slavia Havířov                |
| 11.11.2010                             | VSC Fatra EkoSolar Zlín     | 3:0 (25:20, 25:20, 30:28)               | VSK Staré Město               |
| 17.11.2010                             | VSC Fatra EkoSolar Zlín     | 3:1 (25:18, 25:16, 19:25, 25:23)        | VSK Staré Město               |
| 10.11.2010                             | VK EGE Czeskie Budziejowice | 1:3 (25:19, 18:25, 15:25, 18:25)        | VK Jihostroj České Budějovice |
| 17.11.2010                             | VK EGE Czeskie Budziejowice | 0:3 (14:25, 18:25, 21:25)               | VK Jihostroj České Budějovice |
| 10.11.2010                             | VO Kocouři Vavex Příbram    | 3:0 (25:18, 25:19, 25:17)               | VK Karbo Benátky nad Jizerou  |
| 17.11.2010                             | VO Kocouři Vavex Příbram    | 2:3 (20:25, 25:23, 25:17, 17:25, 15:17) | VK Karbo Benátky nad Jizerou  |
| 10.11.2010                             | Volejbal Brno               | 3:1 (25:16, 25:20, 21:25, 25:19)        | SKV Ústí nad Labem            |
| 17.11.2010                             | Volejbal Brno               | 0:3 (17:25, 13:25, 19:25)               | SKV Ústí nad Labem            |
| Po lewej gospodarze pierwszych meczów. |                             |                                         |                               |

### 4. runda
| Data                                   | Drużyna 1                     | Wyniki dwumeczu                  | Drużyna 2                |
| -------------------------------------- | ----------------------------- | -------------------------------- | ------------------------ |
| 19.01.2011                             | VK DHL Ostrava                | 3:1 (25:22, 20:25, 25:22, 25:22) | Aero Odolena Voda        |
| 27.01.2011                             | VK DHL Ostrava                | 3:0 (25:18, 25:19, 25:19)        | Aero Odolena Voda        |
| 20.01.2011                             | Slavia Havířov                | 3:1 (17:25, 25:21, 25:21, 25:22) | VSC Fatra EkoSolar Zlín  |
| 27.01.2011                             | Slavia Havířov                | 3:1 (21:25, 25:23, 25:19, 29:27) | VSC Fatra EkoSolar Zlín  |
| 19.01.2011                             | VK Jihostroj České Budějovice | 3:1 (17:25, 25:11, 25:22, 25:21) | VO Kocouři Vavex Příbram |
| 26.01.2011                             | VK Jihostroj České Budějovice | 3:1 (23:25, 25:21, 25:17, 25:20) | VO Kocouři Vavex Příbram |
| 19.01.2011                             | VK Dukla Liberec              | 3:0 (25:16, 25:20, 25:22)        | SKV Ústí nad Labem       |
| 26.01.2011                             | VK Dukla Liberec              | 3:1 (25:20, 25:20, 18:25, 25:16) | SKV Ústí nad Labem       |
| Po lewej gospodarze pierwszych meczów. |                               |                                  |                          |

## Turniej finałowy

### Półfinały
| 05.02.2011 | VK DHL Ostrava | 3:0 (25:21, 25:19, 25:20) | Slavia Havířov |

| 05.02.2011 | VK Dukla Liberec | 1:3 (25:22, 17:25, 15:25, 18:25) | VK Jihostroj České Budějovice |

### Finał
| 06.02.2011 | VK DHL Ostrava | 0:3 (26:28, 23:25, 23:25) | VK Jihostroj České Budějovice |

## Klasyfikacja końcowa
| Miejsce | Zespół                        |
| ------- | ----------------------------- |
| 1       | VK Jihostroj České Budějovice |
| 2       | VK DHL Ostrava                |
| 3-4     | Slavia Havířov                |
| 3-4     | VK Dukla Liberec              |
| 5-8     | Aero Odolena Voda             |
| 5-8     | VSC Fatra EkoSolar Zlín       |
| 5-8     | SKV Ústí nad Labem            |
| 5-8     | VO Kocouři Vavex Příbram      |
| 9-14    | VK EGE Czeskie Budziejowice   |
| 9-14    | VK Karbo Benátky nad Jizerou  |
| 9-14    | Volejbal Brno                 |
| 9-14    | Volleyball Kladno             |
| 9-14    | volleyball.cz ČZU Praha       |
| 9-14    | VSK Staré Město               |
| 15-16   | TJ Sokol Dobřichovice         |
| 15-16   | VS Drásov                     |